# بسيسين
بسيسين قرية سورية تتبع ل منطقة جبلة في محافظة اللاذقيه تقع على بعد 3 كم من مدينة جبلة
يبلغ عدد سكانها 5764 نسمه وفق تعداد عام 2004